# Djävulens general
Djävulens general är en västtysk dramafilm från 1955 i regi av Helmut Käutner. Den är en filmatisering av Carl Zuckmayers pjäs Des Teufels General. Pjäsen byggde löst på Ernst Udets liv. I pjäsen och filmen går han under namnet Harry Harras. Curd Jürgens som gör huvudrollen tilldelades Volpipokalen för sin prestation.
Filmens svenska premiär skedde på Biograf Anglais i Stockholm 1956, och den hade femtonårsgräns.

## Rollista
- Curd Jürgens - General Harry Harras
- Viktor de Kowa - Schmidt-Lausitz
- Karl John - Karl Oderbruch
- Marianne Koch - Diddo Geiss
- Eva Ingeborg Scholz - Waltraut 'Pützchen' Mohrungen
- Camilla Spira - Olivia Geiss
- Albert Lieven - Friedrich Eilers
- Paul Westermeier - Otto Korrianke
- Karl Ludwig Diehl - Hugo Mohrungen
- Harry Meyen - Löjtnant Hartmann
- Bum Krüger - Lüttjohann
- Werner Fuetterer - Baron von Pflunck
- Robert Meyn - von Stetten
- Joseph Offenbach - Zernick
- Wolfgang Neuss - polisfotograf
- Ingrid van Bergen - Lyra Schöppke
- Inge Meysel - Frau Korrianke